# Rizal (Cagayan)
Rizal ist eine Stadtgemeinde in der philippinischen Provinz Cagayan. Im Jahre 2015 zählte sie 17.994 Einwohner. Im Westen grenzt die Gemeinde an die Provinz Apayao. Die Gemeinde, die vor 1914 Malaueg hieß, liegt in einem teils bergigen Gebiet. Das Gelände steigt in bestimmten Teilen der Gemeinde bis über 400 Meter an. Im Tal wird meist Landwirtschaft betrieben. Reis, Mais und Tabak sind die wichtigsten Nutzpflanzen.
Rizal ist in die folgenden 29 Baranggays aufgeteilt:
| - Anagguan - Anungu - Anurturu - Balungcanag - Battut - Batu - Bural - Cambabangan - Capacuan - Dunggan | - Duyun - Gaddangao - Gaggabutan East - Gaggabutan West - Illuru Norte - Illuru Sur - Lattut - Linno - Liwan - Mabbang | - Mauanan - Masi - Minanga - Nanauatan - Nanungaran - Pasingan - Poblacion - Sinicking |